# Jan III. Brabantský
Jan III. Brabantský (1300 – 5. prosince 1355, Brusel) byl vévodou z Brabantu, Lothieru a Limburgu v letech 1312 až 1355. Byl synem Jana II. Brabantského a jeho manželky Markéty Anglické, dcery krále Edvarda I. Anglického a Eleanor Kastilské.

## Jan III. a brabantská města
Počátek čtrnáctého století, doba ekonomického rozmachu pro Brabant, znamená vzestup měst vévodství. Města byla závislá na importu anglické vlny pro textilní průmysl. Během vlády Jana II. Brabantského tak města bohatla a získávala stále větší moc. Města měla pravomoc jmenovat členy Rady, která řídila vévodství podle ustanovení listiny Kortenberská charta, kterou podepsal jeho otec Jan II. Brabantský před svou smrtí v roce 1312. V roce 1356 byla jeho dcera Johana Brabantská se svým manželem Václavem I. Lucemburským nuceni podepsat listinu Joyeuse Entrée jako podmínku pro uznání jejich vlády. Tak mocná se stala brabantská města. Propojení Brabantu s Francií sňatkovou politikou nebyl úspěšný. V roce 1316 Ludvík X. Francouzský požádal Brabant o ukončení obchodu s Flandry a o účast na francouzské válce. Zastupitelé měst to považovali za nemožné. V únoru 1316 jako odvetu za tento krok zakázal Ludvík X. Francouzský obchodování s Brabantem, přestože to bylo v rozporu se smlouvou o přátelství podepsanou v říjnu předchozího roku.

## Francouzská aliance, 1332–1337
Zachování nezávislé neutrality jak ze strany Francie, tak Anglie netrvalo dlouho. Panovníci okolních zemí, podporováni francouzským králem Filipem IV. se stali nepřáteli Brabantu. Mezi protivníky Jana III. byli flanderský hrabě, biskup z Liège, hrabata provincií Holland a Guelders. Krize vyvrcholila v roce 1332, kdy Jan III. na svém dvoře poskytl útočiště Robertovi III. z Artois během jeho cesty na jednání o azylu na anglickém dvoře. V reakci na francouzský tlak Jan připomněl Filipovi, že vládu v Brabantu nedostal od něho, ale od Boha. K příměří pomohl tlak koalice Filipových přátel, po němž následoval pakt v Compiègne. Jan dostal od Filipa svou zem jako léno za cenu 2000 livrů a prohlásil se vazalem Francie. Jeho nejstarší syn, Jan, byl zasnouben s Filipovou dcerou Marií a bylo dohodnuto, že případný syn jako dědic Brabantu bude vzděláván na francouzském dvoře v Paříži a dále že Robert III. z Artois opustí Brabant.
Podpora Francie posílila Janovu pozici před císařem Svaté říše římské Ludvíkem Bavorem. Ačkoli technicky vzato byl císařovým vazalem, mohl si dovolit ignorovat předvolání císaře Ludvíka IV., aby se připojil k zamýšlené invazi do Lombardie v roce 1327. Oddělení Brabantu od Říše bylo dokončeno burgundskými vévody v Brabantu v patnáctém století.
Mezitím se holandským knížatům podařilo vyřešit neshody a v červnu 1333 vytvořili koalici proti Brabantu a obrannou alianci. Válka byla v létě roku 1334 byla ukončena mírovým pobytem Filipa v Amiensu. Jan byl donucen přenechat město Tiel a sousední vesnice Heerewaarden a Zandwijk hraběti z Guelders a zasnoubit svou dceru Marii s hraběcím synem Reinoudem.

## Anglická aliance, 1337–1345
Když se Edward III. Anglický v roce 1337 rozhodl uplatnit svůj nárok na francouzskou korunu, Jan jako jeho první bratranec, se stal v počátcích tzv. Stoleté války spojencem Anglie. Edwardovy diplomatické snahy se zaměřily na odklon Brabantu od Francie. Pokud by Brabant nepřerušil styky s Francií, ovlivnilo by to dodávky anglické vlny, což byl hlavní zdroj bohatství flanderských měst. Edward slíbil ochránit anglické obchodníky s Brabantem před zatčením nebo zkonfiskováním jejich zboží a svou nabídku podpořil slibem obrovské částky 60 000 liber jako odškodnění za ztráty příjmů, které by francouzský král mohl zabavit. V témže roce, v červenci 1337 Jan slíbil Eduardovi 1200 svých vojáků pro případ anglického vpádu do Francie. Jejich žold by hradil Edward. V srpnu Edward slíbil, že s králem nebude jednat bez předchozí konzultace s vévodou. Spojenectví mezi Brabantem a Anglií bylo drženo v tajnosti až do července 1338, kdy Edward přistál s vojskem v Antverpách. Jan v březnu 1339 obdržel slibovanou dotaci a v červnu souhlasil, že zasnoubí svou druhou dceru Markétou Brabantskou s princem Eduardem z Woodstocku, dědicem anglického trůnu. Dva roky anglicko-francouzské války zdevastovaly severní Francii a Edwarda III. zanechaly bez peněz. Edward se vrátil domů a do Francie již nikdy nevkročil.

## Francouzská aliance, 1345–1355
Ačkoli Jan požádal v roce 1343 o papežský dispens pro nastávající sňatek Markéty a Eduarda se rozplývalo. Edwardova pokladna byly prázdná a jeho pozornost se obrátila jinam. V září 1345 se zástupci Francie a Brabantu setkali na zámku Château de Saint-Germain-en-Laye, aby podepsali předběžné dohody. Smlouvou podepsanou v Saint-Quentinu v červnu 1347 se Brabant vrátil ke spojenectví s Francií. Byl plánován sňatek Markéty s Ludvíkem II., hrabětem flanderským. Zdědil sice hraběcí titul, ale jeho moc ve Flandrech byla prakticky nulová. Spory měl s pány z panství Mechelen, které bylo až do roku 1795 malým nezávislým panstvím v Nizozemsku, sestávajícím z města Mechelen a některých okolních vesnic. Navzdory diplomatickým snahám Edwarda Jan zůstal až do své smrti roku 1355 věrný svým francouzským závazkům. V roce 1355, poté co jeho synové zemřeli jeden po druhém, byl Jan nucen prohlásit svou dceru Johanu dědičkou brabantského vévodství. Jan III. byl pohřben v cisterciáckém opatství Villers v Belgii.

## Rodina
V roce 1311 se Jan oženil s Marií z Évreux (1303-1335), dcerou hraběte Ludvíka z Évreux a Markéty z Artois. Měli šest dětí:
- Johana Brabantská (24. června 1322 – 1. listopadu 1406)
⚭ 1334 Vilém II. Henegavský (1307–1345), hrabě henegavský, holandský a zeelandský
⚭ 1352 Václav Lucemburský (25. února 1337 – 8. prosince 1383), vévoda lucemburský, brabantský a limburský
- Markéta Brabantská (1323–1368), ⚭ 1347 Ludvík II. Flanderský (25. listopadu 1330 – 30. ledna 1384), hrabě z Flander, Rethelu, Nevers, Artois a Burgundska
- Marie Brabantská (1325–1399), ⚭ 1347 Reginald III. z Geldern (1333–1371), hrabě z Geldern a Zutphenu
- Jan (1327–1335/36)
- Jindřich (29. října 1349) pán na Limburgu a Mechelenu roku 1347. Pohřben v Tervuerenu v roce 1349.
- Geoffroy (3. února 1352) pán Aarschotu v roce 1346. Pohřben v Tervuerenu.

## Ostatní děti
Syn Jana III. a Marie van Huldenberg, jako legitimizovaný syn Jan I. Brant, pán Ayseau, založil šlechtický rod Brantů. Z jeho rodu pocházejí princové Gavre a Hornes, a dokonce i současní králové Belgie.

## Vývod z předků
|                     |                           |  |              |                                  |  |  |  |  |  |  |  | Jindřich II. Brabantský |
|                     |                           |  |              |                                  |  |  |  |  |  |  |  |                         |
|                     | Jindřich III. Brabantský  |  |              |                                  |  |  |  |  |  |  |  |                         |
|                     |                           |  |              |                                  |  |  |  |  |  |  |  |                         |
|                     |                           |  |              | Marie Štaufská                   |  |  |  |  |  |  |  |                         |
|                     |                           |  |              |                                  |  |  |  |  |  |  |  |                         |
|                     | Jan I. Brabantský         |  |              |                                  |  |  |  |  |  |  |  |                         |
|                     |                           |  |              |                                  |  |  |  |  |  |  |  |                         |
|                     |                           |  |              | Hugo IV. Burgundský              |  |  |  |  |  |  |  |                         |
|                     |                           |  |              |                                  |  |  |  |  |  |  |  |                         |
|                     | Adéla Burgundská          |  |              |                                  |  |  |  |  |  |  |  |                         |
|                     |                           |  |              |                                  |  |  |  |  |  |  |  |                         |
|                     |                           |  |              | Jolanda z Dreux                  |  |  |  |  |  |  |  |                         |
|                     |                           |  |              |                                  |  |  |  |  |  |  |  |                         |
|                     | Jan II. Brabantský        |  |              |                                  |  |  |  |  |  |  |  |                         |
|                     |                           |  |              |                                  |  |  |  |  |  |  |  |                         |
|                     |                           |  |              | Vilém II. z Dampierre            |  |  |  |  |  |  |  |                         |
|                     |                           |  |              |                                  |  |  |  |  |  |  |  |                         |
|                     | Vít z Dampierre           |  |              |                                  |  |  |  |  |  |  |  |                         |
|                     |                           |  |              |                                  |  |  |  |  |  |  |  |                         |
|                     |                           |  |              | Markéta II. Flanderská           |  |  |  |  |  |  |  |                         |
|                     |                           |  |              |                                  |  |  |  |  |  |  |  |                         |
|                     | Markéta Flanderská        |  |              |                                  |  |  |  |  |  |  |  |                         |
|                     |                           |  |              |                                  |  |  |  |  |  |  |  |                         |
|                     |                           |  |              | Robert VII. z Béthune            |  |  |  |  |  |  |  |                         |
|                     |                           |  |              |                                  |  |  |  |  |  |  |  |                         |
|                     | Matylda z Béthuné         |  |              |                                  |  |  |  |  |  |  |  |                         |
|                     |                           |  |              |                                  |  |  |  |  |  |  |  |                         |
|                     |                           |  |              | Alžběta z Morialmé               |  |  |  |  |  |  |  |                         |
|                     |                           |  |              |                                  |  |  |  |  |  |  |  |                         |
| Jan III. Brabantský |                           |  |              |                                  |  |  |  |  |  |  |  |                         |
|                     |                           |  |              |                                  |  |  |  |  |  |  |  |                         |
|                     |                           |  | Jan Bezzemek |                                  |  |  |  |  |  |  |  |                         |
|                     |                           |  |              |                                  |  |  |  |  |  |  |  |                         |
|                     | Jindřich III. Plantagenet |  |              |                                  |  |  |  |  |  |  |  |                         |
|                     |                           |  |              |                                  |  |  |  |  |  |  |  |                         |
|                     |                           |  |              | Isabela z Angoulême              |  |  |  |  |  |  |  |                         |
|                     |                           |  |              |                                  |  |  |  |  |  |  |  |                         |
|                     | Eduard I.                 |  |              |                                  |  |  |  |  |  |  |  |                         |
|                     |                           |  |              |                                  |  |  |  |  |  |  |  |                         |
|                     |                           |  |              | Rajmund Berengar V. Provensálský |  |  |  |  |  |  |  |                         |
|                     |                           |  |              |                                  |  |  |  |  |  |  |  |                         |
|                     | Eleonora Provensálská     |  |              |                                  |  |  |  |  |  |  |  |                         |
|                     |                           |  |              |                                  |  |  |  |  |  |  |  |                         |
|                     |                           |  |              | Beatrix Savojská                 |  |  |  |  |  |  |  |                         |
|                     |                           |  |              |                                  |  |  |  |  |  |  |  |                         |
|                     | Markéta Anglická          |  |              |                                  |  |  |  |  |  |  |  |                         |
|                     |                           |  |              |                                  |  |  |  |  |  |  |  |                         |
|                     |                           |  |              | Alfons IX. Leónský               |  |  |  |  |  |  |  |                         |
|                     |                           |  |              |                                  |  |  |  |  |  |  |  |                         |
|                     | Ferdinand III. Kastilský  |  |              |                                  |  |  |  |  |  |  |  |                         |
|                     |                           |  |              |                                  |  |  |  |  |  |  |  |                         |
|                     |                           |  |              | Berenguela Kastilská             |  |  |  |  |  |  |  |                         |
|                     |                           |  |              |                                  |  |  |  |  |  |  |  |                         |
|                     | Eleonora Kastilská        |  |              |                                  |  |  |  |  |  |  |  |                         |
|                     |                           |  |              |                                  |  |  |  |  |  |  |  |                         |
|                     |                           |  |              | Šimon z Dammartinu               |  |  |  |  |  |  |  |                         |
|                     |                           |  |              |                                  |  |  |  |  |  |  |  |                         |
|                     | Johana z Ponthieu         |  |              |                                  |  |  |  |  |  |  |  |                         |
|                     |                           |  |              |                                  |  |  |  |  |  |  |  |                         |
|                     |                           |  |              | Marie z Ponthieu                 |  |  |  |  |  |  |  |                         |
|                     |                           |  |              |                                  |  |  |  |  |  |  |  |                         |